# استیگ اینگه
استیگ اینگه (انگلیسی: Stig Inge Bjørnebye؛ زاده ۱۱ دسامبر ۱۹۶۹) یک بازیکن فوتبال اهل نروژ است.
وی همچنین در تیم ملی فوتبال نروژ بازی کرده‌است.